# Uniwersytet WSB Merito w Poznaniu
Uniwersytet WSB Merito w Poznaniu – największa uczelnia niepubliczna w Wielkopolsce, założona w Poznaniu, w 1994 roku. Posiada w swojej ofercie studia I i II stopnia, studia podyplomowe, studia MBA, Executive MBA, warsztaty, kursy językowe i szkolenia. Jako pierwsza uczelnia niepubliczna w Wielkopolsce otrzymała uprawnienia do nadawania tytułu doktora nauk ekonomicznych w dyscyplinie ekonomia.
Uniwersytet WSB Merito w Poznaniu tworzą cztery wydziały/filie:
- Wydział Finansów i Bankowości w Poznaniu
- Wydział Zamiejscowy w Chorzowie
- Wydział Ekonomiczny w Szczecinie
- Wydział Przedsiębiorczości i Innowacji w Warszawie

## Historia
Uczelnia powstała jako Wyższa Szkoła Bankowa (WSB)  z inicjatywy Towarzystwa Edukacji Bankowej (TEB) w 1994 roku. Jej wieloletnim rektorem był Władysław Balicki (w latach 1994-2010). W latach 2013–2021 funkcję rektora Wyższej Szkoły Bankowej w Poznaniu pełnił prof. dr hab. Józef Orczyk. Od 2021 roku rektorem jest dr hab. Ryszard Sowiński, prof. UWSB Merito. 
Rankingi i akredytacje
W 23. Rankingu Szkół Wyższych „Perspektywy” 2022 dawna Wyższa Szkoła Bankowa w Poznaniu została najlepszą uczelnią niepubliczną w Wielkopolsce. Natomiast w opublikowanej przez Ministerstwo Edukacji i Nauki informacji o wynikach rekrutacji na studia I stopnia i jednolite magisterskie, na rok akademicki 2022/2023 dawna Wyższa Szkoła Bankowa w Poznaniu (wraz z Wydziałami w Chorzowie i Szczecinie) została uznana za najczęściej wybieraną uczelnię niepubliczną w Polsce.
W 2014 roku Wyższa Szkoła Bankowa w Poznaniu, po wieloletnim okresie przygotowań, jako pierwsza uczelnia w Polsce uzyskała akredytację IACBE (International Accreditation Council for Business Education) przyznaną na 7 lat. W 2022 r uczelnia uzyskała ponownie akredytację programów biznesowych ważną do 2028 roku.
W 2016 roku Wydział Finansów i Bankowości, a w 2017 Wydział Zamiejscowy w Chorzowie uzyskały akredytację ACCA (Association of Chartered Certified Accountants) dla specjalności „Finanse przedsiębiorstw i podatki ACCA” oferowanej na kierunku Finanse i rachunkowość I stopnia.
W 2021 roku uczelnia wystąpiła ponownie o akredytację, tym razem dla specjalności oferowanej także na Wydziale Ekonomicznym w Szczecinie. Tym samym uczelnia posiada akredytację ACCA na wszystkich wydziałach ważną do 31 grudnia 2028 roku. Uniwersytet WSB Merito w Poznaniu posiada także rekomendację Business Centre Club.
W 2024 uczelnia została wyróżniona w konkursie "Zabytek Zadbany" w kategorii adaptacji obiektów zabytkowych za prace budowlane i konserwatorskie oraz przystosowanie historycznych budynków pokoszarowych przy ulicy Ratajczaka 1-3 w Poznaniu.

## Władze
- Rektor – dr hab. Ryszard Sowiński, prof. UWSB Merito
- Prorektor ds. nauki - dr hab. Arnold Bernaciak, prof. UWSB Merito
- Prorektor ds. umiędzynarodowienia - dr hab. Piotr Olaf Żylicz, prof. UWSB Merito
- Kanclerz – mgr Rafał Kaszta
- Zastępca Kanclerza – Ewa Kolpak
- Wicekanclerz – dr Małgorzata Kluska-Nowicka
- Dziekan Wydziału Finansów i Bankowości – dr Roman Łosiński
- Dziekan Filii w Chorzowie (Wydział Ekonomiczny) – dr Krzysztof Koj
- Dziekan Filii w Szczecinie (Wydział Zamiejscowy) – dr Rafał Koczkodaj
- Dziekan Filii w Warszawie (Wydział Przedsiębiorczości i Innowacji) - dr Agnieszka Nieznańska-Cwynar

## Struktura
Pracownicy naukowo-dydaktyczni Uniwersytet WSB Merito w Poznaniu tworzą zespoły specjalizujące się w danej dziedzinie. Zespoły zajmujące się pokrewnymi dziedzinami tworzą instytuty. Uczelnia posiada cztery instytuty:
- Instytut Ekonomii i Finansów – dyrektor instytutu prof. dr hab. Wiesława Przybylska-Kapuścińska,
- Instytut Prawa i Administracji - dyrektor instytutu prof. dr hab. dr h.c. Andrzej Jan Szwarc,
- Instytut Nauk o Zarządzaniu i Jakości – dyrektor instytutu dr hab. Adam Jabłoński, prof. UWSB Merito,
- Instytut Nauk Stosowanych – dyrektor instytutu dr hab. Marek Nowacki, prof. UWSB Merito.

## Kształcenie
W ofercie Wydziału Finansów i Bankowości Uniwersytetu WSB Merito w Poznaniu znajdują się studia:
- licencjackie,
- inżynierskie,
- magisterskie,
- jednolite magisterskie,
- magisterskie połączone z podyplomowymi,
- podyplomowe,
- MBA,
- Executive MBA

## Studia i praktyki za granicą
Uniwersytet WSB Merito w Poznaniu posiada Kartę Erasmus+, przyznaną przez Komisję Europejską, która uprawnia do udziału w programie Erasmus+. W ramach tego programu uczelnia podpisała umowy partnerskie z uczelniami z całej Europy. Dzięki temu studenci mogą realizować studia za granicą przez okres 1 bądź 2 semestrów na studiach licencjackich i magisterskich.
Erasmus+ pozwala studentom także odbywać 3-miesięczne praktyki w krajach Unii Europejskiej.
Uczelnia, oprócz dyplomu Uniwersytetu WSB Merito,umożliwia zdobycie dodatkowego dyplomu zagranicznej uczelni – University of Bedfordshire w Anglii. Po skończeniu III roku studenci otrzymują tytuł Bachelor’s, po IV zaś Bachelor’s with Honours.  W praktyce oznacza to, że student zdobywa tzw. podwójny dyplom.
Każdego roku Dział Współpracy z Zagranicą organizuje cykl seminariów obcojęzycznych w ramach programu LLP Erasmus. Seminaria prowadzone są głównie przez wykładowców z uczelni partnerskich Szkoły. Studenci, którzy uzyskają dwa certyfikaty potwierdzające uczestnictwo w seminariach obcojęzycznych, mogą ubiegać się o zaliczenie jednego „przedmiotu do wyboru”.

## Współpraca z biznesem
Uniwersytet WSB Merito w Poznaniu realizuje szereg form współpracy z otoczeniem gospodarczym. W ramach współpracy firmy mogą stać się partnerami dla kierunków studiów wyższych i mieć wpływ na tworzenie oraz modyfikację programów nauczania. We współpracy z biznesem organizowane są warsztaty i webinary dla studentów oraz wizyty studyjne, które mogą być okazją do zapoznania studentów ze specyfiką działalności instytucji. Na Uniwersytecie Merito funkcjonuje program mentoringowo-coachingowy, w którym mentorami/coachami dla studentów stają się pracownicy firm współpracujących. W ramach kooperacji studenci zyskują dostęp do aktualnych ofert pracy, staży i praktyk.
Program Firma został stworzony z myślą o przedsiębiorstwach, które chcą inwestować w rozwój pracowników. Celem programu Firma jest ułatwienie przedsiębiorstwom podnoszenia kwalifikacji pracowników dzięki kierowaniu ich na odpowiednio dobrane lub specjalnie zaprojektowane studia i szkolenia. Oferta Programu Firma bazuje na unikalnej kadrze i nowoczesnej infrastrukturze dydaktycznej uczelni biznesowej, kształcącej praktycznie.

## Absolwenci
1.      ↑ Komunikat Ministerstwa. 28 września 2018. [dostęp 2019-02-04]. [zarchiwizowane z tego adresu (24 grudnia 2018)].

### Wydziały ZamiejscoweUniwersytetu WSB Merito w Poznaniu
- Strona Wydziału Zamiejscowego w Chorzowie
- Strona Wydziału Ekonomicznego w Szczecinie